# Мис Стоун (афера)
Аферата „Мис Стоун“ е отвличането на американската протестантска мисионерка Елън Стоун и на нейната другарка Катерина Цилка от чета на Вътрешната македоно-одринска революционна организация, начело с Яне Сандански и Христо Чернопеев в 1901 - 1902 година.

## Предистория

### Солунска афера
В резултат на Солунската афера ВМОРО изпада в тежко положение. Голяма част от мрежата на организацията е разкрита. В резултат на разкритията голяма част книжа и архиви попадат в турските власти, Централният комитет на ВМОРО е парализиран, тъй като членовете му са арестувани. След аферата ВМОРО започва работа по възстановяване на организацията, като основен проблем за решаване е финансовият.
В края на март 1901 година в София, в хотел „Батенберг“ се провежда съвещание, на което присъстват Гоце Делчев, Гьорче Петров, доктор Руменов, Ризо Ризов и адвокат Стрезов. На тази среща се предложило да се помоли българското правителство за помощ, но този вариант е категорично отхвърлен от Делчев. Той решава за набиране на финансови средства да се проведат акции с отвличания в Македония.

### Първи опити
В 1901 година един от основните проблеми пред ВМОРО е липсата на средства за въоръжаване. Гоце Делчев упълномощава Михаил Герджиков да извърши едно отвличане в Македония, но турските сили все още биват раздвижени поради Солунската афера и поради тази причина този опит остава неуспешен.
Гоце Делчев прави два неуспешни опита за отвличане на богати турци и гърци. По-късно е разработен план за отвличане на сина на Иван Евстратиев Гешов Никола, който пропада. Финансовата криза е основният обсъждан проблем на срещата на ръководството на ВМОРО в Кюстендил през лятото на 1901 година, на която присъстват Делчев, Сандански и Чернопеев. На тази среща Делчев зявява, че дребните грабежи само накърняват репутацията на организацията и не спомагат за разрешаване на финансовия проблем. Сандански предлага отвличането на княз Фердинанд I при неговото посещение на Рилския манастир, но на този радикален план се противопоставя Делчев, който смята, че отвличането трябва да стане на османска територия. Делчев също така предлага вместо това войводите да проведат акции по събиране на пари в границите на България. По този начин изниква дилема пред ръководството и войводите, тъй като именно помощта от България бива неприемлива, дребните грабежи са нежелателни, а големите акции са опасни за организацията и за освободителното дело, но все пак положението с финансите налага спешни действия.
Чернопеев и Сандански обсъждат отвличането на богат турчин край Симитли, но планът се проваля. В 1901 година, около Петровден Яне Сандански, Христо Чернопеев и Сава Михайлов подготвят план за отвличането на Сюлейман бег, син на един горноджумайски паша, но поради болест на Сюлейман бег и тази акция се проваля. Сандански се насочва към идеята за отвличане на протестантски мисионер от Банско, като първата набелязана цел е главата на мисията в Солун доктор Джон Хенри Хаус.

## Отвличането

### Подготовка
Четата на Сандански пристига в Банско и е посрещната от местния деец на ВМОРО Йонко Вапцаров. След разговори с местните протестанти се разбира, че идеята да се примами Хаус в Банско е обречена на провал, но че в набелязаното време в паланката ще дойде друг американски мисионер – Елън Стоун, която ще води кратък курс за обучаване на български учителки за първоначалните протестантски училища заедно с помощничката си българка Катерина Цилка. Освен това според Христо Чернопеев отвличането на Елън Стоун е по-приемливо, тъй като доктор Хаус е в добри отношения със селяните, а самата мис Стоун проповядва, че Господ, а не революционерите ще помогнат на поробеното население.
За акцията първо е известен Разложкият околийски революционен комитет на организацията в Банско, начело с Димитър Лазаров. Одобреният план включва няколко основни точки:
- Четата, която трябва да извърши отвличането трябва да се състои от малко души и в нея не трябва да влизат Яне Сандански, Христо Чернопеев, хайдутът Стоил Просяков и още 20 комити, които по план трябва да заминат за Градево два дена по-рано.
- Отвличането трябва да се извърши по пътя Разлог – Горна Джумая, в местността Подпрената скала.
- В акцията да окаже съдействие комитетът от Градево, начело с Ангел Мазнеов.
- С четата трябва да замине и Вапцаров, който да посочи жените.
- Като придружител на мис Стоун да се вземе Катерина Ушева[4].

Гоце Делчев и Гьорче Петров са посветени в подробностите на плана, но Делчев запазва колебания относно изпълнението му, а Гьорче Петров смята, че отвличането няма да донесе значителни финансови печалби.

### Протичане на акцията
Планът за отвличането е изработен за около две седмици заедно с хората на организацията от протестантската мисия в Банско. Над Банско чака чета, начело с Никола Дечев. Чакането обаче изнервя Дечев и той изпраща на Сандански и Чернопеев писмо с остър тон, в което зявява, че ако не се появят, още същата вечер се връща в България. Така войводата на четата, която чака над Банско решава да се върне в България заедно с 11 четници. Остават само петима души - Сандански, Чернопеев, Андон Кьосето, Стоил Просяков и Димитър Инев от Самоков. Сандански и Чернопеев успяват да убедят банските чорбаджии в необходимостта на акцията. След като привличат още няколко четници - Нано, Тодор, Христо и Коле от Градево, Лазо от Покровник и Христо от Бистрица - четата се разполага в местността Подпрената скала на пътя от Банско за Горна Джумая, по който Елън Стоун трябва да се върне в Солун. Тук към тях се присъединява и Кръстьо Асенов, дошъл от България с четирима четници.
Тъй като част от богаташите в Банско се обявяват против акцията, непосредствено преди нея се появяват съмнения дали да се изпълни, но Чернопеев настоява, че финансовият въпрос трябва да се разреши спешно. В същото време ръководителят на окръжния комитет в Банско Димитър Лазаров се запознава с мис Стоун и узнава точния час на пътуването ѝ. Участниците в отвличането се обличат в турски облекла и се разбират помежду си да говорят на турски език, за да остане впечатлението, че отвличането е извършено от турци. Заедно с Елън Стоун пътуват Катерина Ушева, Катерина Цилка, Григори Цилка, три учителки, две ученички и други. Пътниците трябвало по план да се разделят в Горна Джумая, от където мис Стоун да замине за Солун, а Катерина Цилка – за Корча.
Елън Стоун и Катерина Цилка са отвлечени късно следобед на 21 август (3 септември) 1901 година. Пресрещнати са по време на пътуването като мис Стоун и Цилка са отделени от групата. Катерина Цилка е отвлечена за спътница на мис Стоун вместо планираната Катерина Ушева, защото последната е болна. Отвличането не протича съвсем по план. Елън Стоун тръгва по-късно от предвиденето, а селяните, които трябвало да снабдят четата с храна не успяват да излезнат спокойно от селото поради присъствието на турска войска, заради което четата чака без храна два дена. Непосредствено преди отвличането четата влиза в сблъсък с един албанец, който започва да стреля с револвер и успява да рани един четник, но албанецът бива обезоръжен и четата го взима със себе си. Освен това по време на отвличането прегладнялата чета забравя да говори само на турски език. По този начин отвлечените не могли да се заблудят, че похитителите са турци. Отвлеченият албанец се оказва разбойник, който многократно тероризира селата и Кръстьо Асенов го ликвидира, което допълнително разваля първоначалната идея четата да се представи за турски разбойници.
Османското комисарство изпраща до Министерството на външните работи и вероизповеданията в София официална нота, която гласи, че похитителите са българи, членове на македонския комитет.
Четата е преследвана от турски потери и от върховисти и преодолява големи трудности при укриването си.

### Първи дни
Четата сменя постоянно пътищата, които следва и се движи през нощта от съображения за сигурност. Втория ден на отвличането стигат околностите на Долна Сушица. На третия ден край село Сушица жените са информирани, че са отвлечени за откуп и Чернопеев ги предупреждава, че ще бъдат убити ако се опитат да избягат. Третата нощ четата влиза в България, за да се подслони там и да изчака ситуацията в Горна Джумая да се успокои. Подслон намират в селата Фролош, Цървище, а Сандански междувременно заминава за Дупница, за да се лекува и да събере информация.
В Дупница разбира от Никола Малешевски, че българската армия и жандармерия претърсват граничната област и поради това четата се връща в Горна Джумая. По пътя на връщането си четата и отвлечените жени се подслоняват временно в една къща в Селище и тогава започват първите преговори относно откупа.

### Преговори
На следващия ден след отвличането в Банско Григори Цилка и останалите освободени спътници на мис Стоун известяват местната протестантска мисия за извършеното похищение, които известяват по телеграфа доктор Джон Хаус. Доктор Хаус от своя страна известява американския почетен консул в Солун Периклис Хадзилазару, който информира за отвличането американския консул в Цариград Чарлс Мънроу Дикинсън.
Шест дена след отвличането Елън Стоун е накарана да напише писмо, с което трябва да започнат преговорите. Това писмо е диктувано от Яне Сандански и Чернопеев, а самата мис Стоун трябва да реши до кого да го адресира и тя го изпраща до неин приятел от Банско – Костадин Петканчин. В писмото се казва, че за връщането на мис Стоун се иска откуп от 25 000 златни турски лири и че Петканчин трябва да извести Уилям Пит - касиера в американския съвет в Цариград. Изплашен от писмото Петканчин информира турските власти за случилото се и така първият опит за започване на преговори пропада. След това мис Стоун пише ново писмо, което този път адресира до доктор Хаскел, който е мисионер в Самоков. Това второ писмо е занесено лично от Кръстьо Асенов, който е подпомогнат от Гьорче Петров и Никола Малешевски. На 15 септември (28 септември) доктор Хаскел се среща в Цариград с Уилям Пит, Еди Пенсър – временен американски представител и тогавашния генерален американски консул в Цариград Дикенсън.

### Усложняване на отвличането и край на акцията
Яне Сандански, Христо Чернопеев и Кръстьо Асенов не очакват акцията да се усложни и продължителността ѝ от 6 месеца ги изненадва.
Главен проблем се явява пазенето на заложниците на безопасно място, което е задължение на Сандански. Поради наближаването на есента и зимата се появява предложение да се преместят около Арджанското езеро, но четата и жените решават да се задържат в Пирин и да се подслоняват предимно край Селище и Покровник.
Акцията бива заплашена от османските потери в Пирин, а освен това и действията на българските сили в пограничните области, поради което престоят на българска територия става невъзможен. Като допълнителна опасност се явява и върховистката чета на Дончо Златков. През лятото на 1901 година Златков напада четата на Яне Сандански при село Тросково с цел да отвлече американските мисионерки. Престрелката трае цяла нощ. Двете чети отстъпват от селото и по пътя за Лешко четата на Сандански с жените са посрещнати от Чернопеев, който идва на помощ на Сандански с 50 души. Заради сблъсъка с Дочно Златков Сандански повежда хората си към България и се оттеглят в Цървище, но там заради българските части са принудени да се върнат в Македония.
Заради всички тези опасности похитителите трябва да се движат постоянно, но това става много трудно заради отвлечените жени – мис Стоун е на 55 години, а Катерина Цилка е бременна в петия месец по време на отвличането.
Яне Сандански решава да потърсят убежище във Влахи, където Цилка да може да роди. По пътя обаче Цилка получава предродилни болки и четата се установява в Сърбиново. За помощ в раждането Сандански вика две баби. На 22 декември (2 януари) Цилка ражда момиченце, което е кръстено Елена (на мис Елън Стоун). Междувременно в Сърбиново идва турски аскер, което принуждава четата да напусне селото на третия ден след раждането. Тъй като Цилка не е в състояние да ходи или язди, пътува в специално направен сандък, дърпан от кон, с който да пристигне до Влахи. По пътя обаче бебето започва да плаче и между Чернопеев и някои четници се явява идеята да убият бебето, но Сандански я отхвърля, защото ако се изпълни според него това ще убие делото им пред народа.
След продължителни преговори в София и Самоков откупът - 14 000 златни турски лири, се получава на 18 януари 1902 година в Банско. Пленените жени са освободени на 2 февруари в Струмишко.

## Последици
Акцията допринася за полуляризирането на ВМОРО далеч извън пределите на Османската империя, за което спомага и самата мис Стоун със своите беседи в Съединените щати. Като негативна страна от акцията е разкриването на комитети на ВМОРО от османските власти. Арестувани са 43 души, 20 от които от Годлево, трима от Неврокоп, двама от Струмица, 7 от Сърбиново и други.
На мястото на отвличането на мис Стоун през 60-те години на XX век е издигнат паметник.